# Europejskie Siły Szybkiego Reagowania
Europejskie Siły Szybkiego Reagowania (ang. European Union Rapid Reaction Force – ERRF) – siły zbrojne UE do szybkiego reagowania w sile 50–60 tys. żołnierzy w ramach rozwoju Wspólnej Polityki Bezpieczeństwa i Obrony (a dokładniej w ramach Europejskiej Polityki Bezpieczeństwa i Obrony). Po debacie ministrów obrony w maju 2004 r. projekt przechodzi zmiany w ramach tzw. Głównego Celu 2010 (Headline Goal 2010). Do roku 2010 według zamierzeń strategicznych mają być gotowe tzw. Grupy bojowe (Battle Groups), które będą przeprowadzały operacje w całym spektrum działań antykryzysowych.
Państwa Unii Europejskiej i jej Grupy Bojowe (Grupy mają charakter czysto narodowy, albo są jednostkami wielonarodowymi dowodzonymi w koncepcji framework nation (największy wkład), tzw. dowodzenie rotacyjne):
- Francja – grupa narodowa od 2005 r.
- Wielka Brytania – grupa narodowa od 2005 r.
- Włochy – grupa narodowa
- Hiszpania – grupa narodowa
- Czechy,  Słowacja – grupa wielonarodowa
- Francja,  Belgia – grupa wielonarodowa od 2007 r.
- Wielka Brytania,  Holandia – grupa wielonarodowa od 2007 r.
- Niemcy,  Francja,  Bułgaria,  Luksemburg (ew.  Hiszpania) – grupa wielonarodowa
- Niemcy,  Austria,  Czechy – grupa wielonarodowa od 2007 r.
- Niemcy,  Polska,  Słowacja,  Litwa,  Łotwa – grupa wielonarodowa od 2009 r.
- Niemcy,  Holandia,  Finlandia – grupa wielonarodowa od 2007 r.
- Włochy,  Węgry,  Słowenia – grupa wielonarodowa od 2007 r.
- Włochy,  Hiszpania,  Grecja,  Portugalia – morska grupa bojowa od 2007 r.
- Finlandia,  Szwecja,  Norwegia,  Estonia – grupa wielonarodowa od 2007 r.
- Grecja,  Bułgaria,  Cypr,  Rumunia – bałkańska grupa bojowa
- Szwecja,  Finlandia,  Estonia,  Norwegia – nordycka grupa bojowa

Grupy Bojowe przewidziane do zadań szczególnych:
- Francja – mobilna Kwatera
- Cypr – grupa sanitarna
- Grecja – Centrum Koordynacyjne Transportu Morskiego
- Litwa – grupa uzdatniania wody pitnej

W szansach realizacji koncepcji kwestią podstawową jest brak środków finansowych do realizacji projektu sił szybkiego reagowania. Rozległy geograficznie zakres interwencji militarnych grup bojowych podwyższa dodatkowo koszty finansowe na przeprowadzenie tego typu operacji.